# Thế vận hội Mùa hè 1952
Thế vận hội Mùa hè 1952 (tiếng Phần Lan: Kesäolympialaiset 1952, tiếng Thụy Điển: Olympiska sommarspelen 1952), tên chính thức là Thế vận hội Mùa hè lần thứ XV (tiếng Phần Lan: XV olympiadin kisat, tiếng Thụy Điển: Spel i XV Olympiaden), và thường được biết đến với tên gọi Helsinki 1952, là một sự kiện thể thao đa môn quốc tế được tổ chức từ ngày 19 tháng 7 đến ngày 3 tháng 8 năm 1952 tại Helsinki, Phần Lan.
Sau khi Nhật Bản tuyên bố vào năm 1938 rằng họ không thể đăng cai Thế vận hội năm 1940 tại Tokyo do cuộc Chiến tranh Trung – Nhật lần thứ hai đang diễn ra, Helsinki đã được chọn làm thành phố đăng cai Thế vận hội Mùa hè 1940, nhưng sau đó bị hủy bỏ do Thế chiến II. Tokyo cuối cùng đã tổ chức Thế vận hội vào năm 1964. Helsinki là thành phố nằm ở vĩ độ cao nhất từng tổ chức Thế vận hội Mùa hè. Với việc Luân Đôn đăng cai Thế vận hội năm 1948, năm 1952 là lần gần nhất cho đến nay mà hai kỳ Thế vận hội Mùa hè liên tiếp được tổ chức hoàn toàn tại châu Âu. Thế vận hội Mùa hè 1952 cũng là kỳ Thế vận hội thứ hai liên tiếp được tổ chức ở Bắc Âu, sau Thế vận hội Mùa đông 1952 tại Oslo, Na Uy.
Đây cũng là kỳ Thế vận hội có số lượng kỷ lục thế giới bị phá vỡ nhiều nhất cho đến khi bị vượt qua bởi Thế vận hội Mùa hè 2008 tại Bắc Kinh. Bahamas, Guatemala, Hồng Kông, Indonesia, Israel, Antilles thuộc Hà Lan, Nigeria, Cộng hòa Nhân dân Trung Hoa, Saarland, Liên Xô, Thái Lan và Việt Nam đều có lần đầu tiên tham dự Thế vận hội tại kỳ năm 1952 này. Hoa Kỳ giành được nhiều huy chương vàng và tổng số huy chương cao nhất tại kỳ Thế vận hội này.

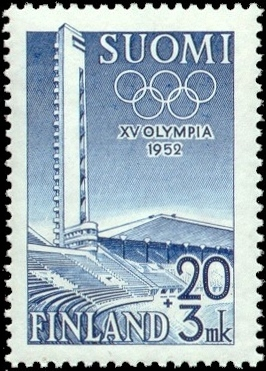
Tem thư Phần Lan in hình Sân vận động Olympic Helsinki được phát hành vào năm 1951.

## Giành quyền đăng cai
Helsinki được chọn đăng cai khi vượt qua các ứng cử viên khác Amsterdam và 5 thành phố của Hoa Kỳ: Chicago, Detroit, Los Angeles, Minneapolis và Philadelphia tại cuộc họp lần thứ 40 của IOC vào ngày 21 tháng 6 năm 1947 ở Stockholm, Thụy Điển.
| Thành phố            | Quốc gia | Vòng 1 | Vòng 2 |
| Helsinki             | Phần Lan | 14     | 15     |
| Minneapolis-St. Paul | Hoa Kỳ   | 4      | 5      |
| Los Angeles          | Hoa Kỳ   | 4      | 5      |
| Amsterdam            | Hà Lan   | 3      | 3      |
| Detroit              | Hoa Kỳ   | 2      | -      |
| Chicago              | Hoa Kỳ   | 1      | -      |
| Philadelphia         | Hoa Kỳ   | -      | -      |

## Các môn thể thao
- Thể thao dưới nước  
  -  Nhảy cầu (4)

- -  Bơi lội (11)

- -  Bóng nước (1)

- Điền kinh (33)

- Bóng rổ (1)

- Quyền Anh (10)

- Canoeing (9)

- Xe đạp

- - Đường trường (2)
  - Đường vòng (track) (4)
- Đua ngựa

- - D Dressage (biểu diễn) (2)
  - Eventing (ba môn phối hợp) (2)
  - Show jumping (nhảy vượt chướng ngại vật) (2)
- Đấu kiếm (7)

- Khúc côn cầu trên cỏ (1)

- Bóng đá (1)

- Thể dục dụng cụ (15)

- Năm môn phối hợp hiện đại (2)

- Chèo thuyền (7)

- Thuyền buồm (5)

- Bắn súng (7)

- Cử tạ (7)

- Vật

- - Tự do (8)
  - Greco-Roman (8)

### Thể thao trình diễn
- Bóng ném
- Bóng chày

## Các quốc gia tham dự
Tổng cộng có 69 quốc gia tham gia Thế vận hội này, tăng từ 59 quốc gia ở Thế vận hội năm 1948. Mười ba quốc gia lần đầu tiên tham dự Olympic vào năm 1952 gồm: Bahamas, Cộng hòa Nhân dân Trung Hoa, Bờ Biển Vàng (nay là Ghana), Guatemala, Hồng Kông, Indonesia, Israel, Antilles thuộc Hà Lan, Nigeria, Liên Xô (USSR), Thái Lan và Việt Nam.
Nhật Bản và Đức đều được phục hồi và cho phép cử vận động viên tham dự sau khi bị cấm năm 1948 do vai trò trong việc khơi mào Thế chiến II. Do sự chia cắt của nước Đức, các vận động viên từ Saar tham gia với tư cách một đội riêng – đây là lần duy nhất điều này xảy ra. Chỉ có Tây Đức cung cấp vận động viên cho đội Đức chính thức, vì Đông Đức từ chối tham gia đội chung. Romania cũng trở lại thi đấu trong kỳ Thế vận hội này. Các quốc gia từng tham dự Thế vận hội Luân Đôn 1948 nhưng vắng mặt tại Helsinki 1952 gồm: Afghanistan, Colombia, Malta, Peru và Syria.

Puerto Rico là một lãnh thổ chưa sáp nhập và là một cộng đồng tự trị thuộc Hoa Kỳ. Bahamas, Bermuda, Bờ Biển Vàng, Hồng Kông, Jamaica, Nigeria, Singapore, Trinidad và Tobago cùng Guyana thuộc Anh đều là một phần của Đế quốc Anh. Antilles Hà Lan là một quốc gia cấu thành trong Vương quốc Hà Lan. Liên Xô cử đoàn vận động viên lớn nhất tham dự kỳ Olympic này.
- Argentina (123)
- Úc (87)
- Áo (112)
- Bahamas (7)
- Bỉ (135)
- Bermuda (6)
- Brasil (97)
- Guyana (1)
- Bulgaria (63)
- Miến Điện (5)
- Canada (107)
- Ceylon (5)
- Chile (59)
- Trung Quốc (1)
- Cuba (29)
- Tiệp Khắc (99)
- Đan Mạch (129)
- Ai Cập (106)
- Phần Lan (258) (chủ nhà)
- Pháp (245)
- Đức (205)
- Ghana (7)
- Anh Quốc (257)
- Hy Lạp (53)
- Guatemala (21)
- Hồng Kông (4)
- Hungary (189)
- Iceland (9)
- Ấn Độ (69)
- Indonesia (3)
- Iran (22)
- Ireland (19)
- Israel (26)
- Ý (231)
- Jamaica (8)
- Nhật Bản (69)
- Liban (9)
- Liechtenstein (2)
- Luxembourg (44)
- México (64)
- Monaco (8)
- Hà Lan (104)
- Antille thuộc Hà Lan (11)
- New Zealand (15)
- Nigeria (9)
- Na Uy (102)
- Pakistan (38)
- Panama (1)
- Philippines (25)
- Ba Lan (125)
- Bồ Đào Nha (71)
- Puerto Rico (21)
- România (114)
- Saar (36)
- Singapore (5)
- Nam Phi (64)
- Hàn Quốc (19)
- Liên Xô (295)
- Tây Ban Nha (30)
- Thụy Điển (206)
- Thụy Sĩ (157)
- Thái Lan (8)
- Trinidad và Tobago (2)
- Thổ Nhĩ Kỳ (51)
- Hoa Kỳ (286)
- Uruguay (32)
- Venezuela (38)
- Việt Nam (8)
- Nam Tư (96)

## Bảng tổng sắp huy chương
Dưới đây là mười quốc gia đứng đầu về số huy chương tại Thế vận hội năm 1952.
| Hạng                | Đoàn                | Vàng | Bạc | Đồng | Tổng số |
| ------------------- | ------------------- | ---- | --- | ---- | ------- |
| 1                   | Hoa Kỳ              | 40   | 19  | 17   | 76      |
| 2                   | Liên Xô             | 22   | 30  | 19   | 71      |
| 3                   | Hungary             | 16   | 10  | 16   | 42      |
| 4                   | Thụy Điển           | 12   | 13  | 10   | 35      |
| 5                   | Ý                   | 8    | 9   | 4    | 21      |
| 6                   | Tiệp Khắc           | 7    | 3   | 3    | 13      |
| 7                   | Pháp                | 6    | 6   | 6    | 18      |
| 8                   | Phần Lan            | 6    | 3   | 13   | 22      |
| 9                   | Úc                  | 6    | 2   | 3    | 11      |
| 10                  | Na Uy               | 3    | 2   | 0    | 5       |
| Tổng số (10 đơn vị) | Tổng số (10 đơn vị) | 126  | 97  | 91   | 314     |